# Un amour inattendu
Pour plus de détails, voir Fiche technique et Distribution.
Un amour inattendu (An Unexpected Love) est un téléfilm américano-canadien réalisé par Lee Rose et diffusé le 24 mars 2003 sur Lifetime.

## Synopsis
Kate, femme mariée, mère de deux enfants, réalise qu'elle n'aime plus son mari. Elle divorce et se trouve un emploi dans une agence immobilière. Là, elle tombe sous le charme de sa patronne, Mac.

## Fiche technique
- Réalisation et scénario : Lee Rose
- Société de production : Lee Rose Productions
- Durée : 90 minutes (1 h 30)

## Distribution
- Leslie Hope (VF : Véronique Augereau) : Kate Mayer
- Wendy Crewson (VF : Marie-Martine) : McNally « Mac » Hays
- D.W. Moffett (VF : Constantin Pappas) : Jack Mayer
- Alison Pill : Samantha Mayer
- Margo Martindale : Maggie
- Brent Spiner : Brad
- Elizabeth Franz (en) : Dorothy
- Irma P. Hall : Mary
- Christine Ebersole (VF : Dominique MacAvoy) : Sandy
- Curtis Butchart : Adam Mayer
- Fred Henderson (en) : Bernie
- Gillian Barber : Rita
- Reg Tupper : Tom
- Glynis Davies : Marian
- Lynda Boyd (en)

 Source et légende : version française (VF) sur RS Doublage et selon le carton de doublage télévisuel.